# Decapterus koheru
Decapterus koheru är en fiskart som först beskrevs av Hector, 1875.  Decapterus koheru ingår i släktet Decapterus och familjen taggmakrillfiskar. Inga underarter finns listade i Catalogue of Life.